# Danse de la chèvre

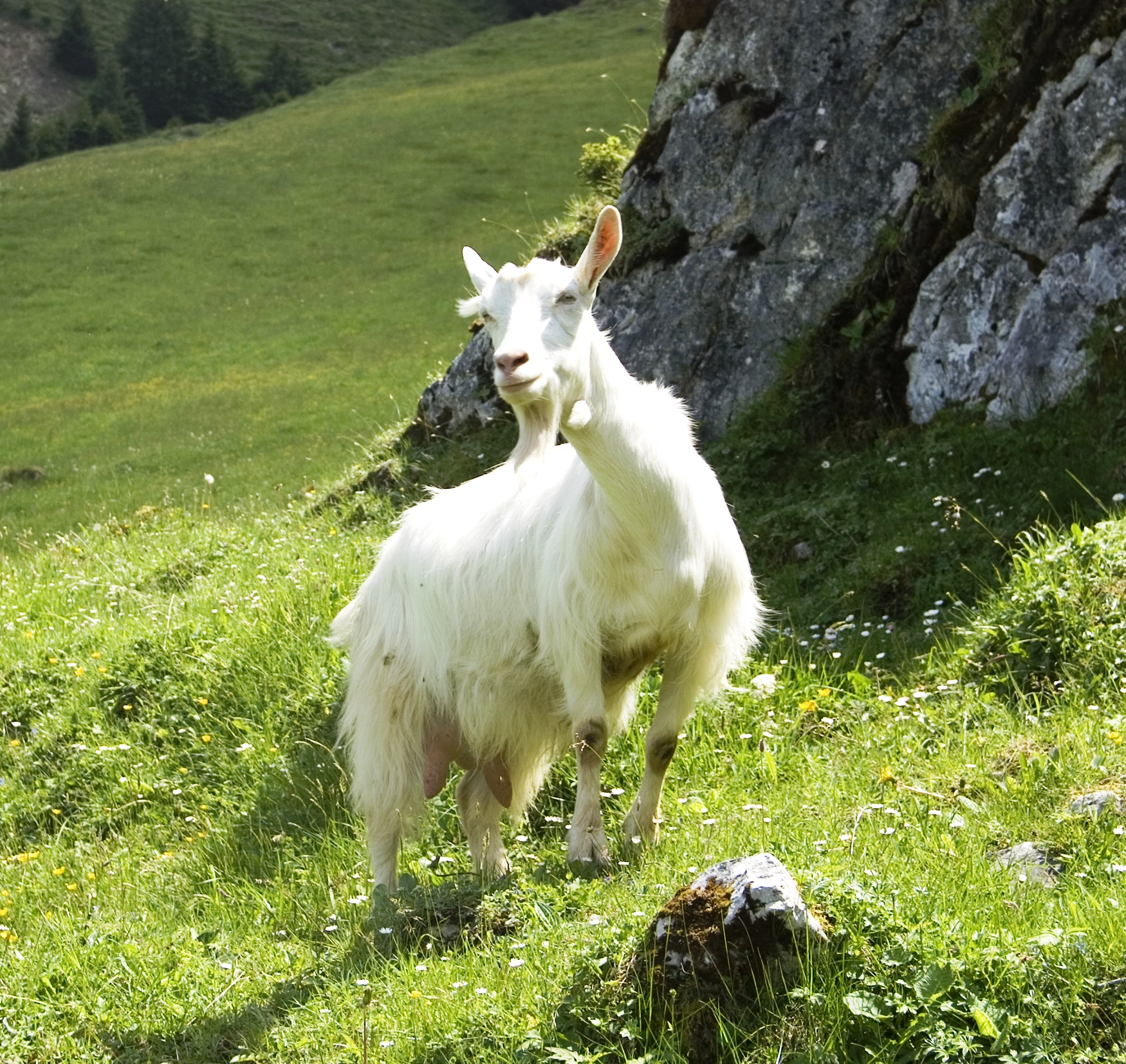
El argumento de la pieza musical de Arthur Honegger consiste en la descripción de la danza de una cabra sobre una colina cubierta de hierba después de que la nieve de invierno se haya fundido.

Danse de la chèvre (traducido del francés, Danza de la cabra) es una pieza para flauta solo por Arthur Honegger, compuesta en 1921 como música incidental para la bailarina Lysana de la obra teatral La mauvaise pensée de Sacha Derek. En el inicio de la pieza, hay una lenta introducción como una ensoñación que consta de frases con tritonos. Esto pronto se desenrolla en el «tema de la cabra» en compás 9/8 y fa mayor alterado cromáticamente, proporcionando la imagen del baile de una cabra, brincando por doquier. Siguiendo este tema aparece un tema o idea más melódica que ofrece una sensación más calmante. La cabra y el tema de la calma reaparecen una vez más, y al final de la pieza el tema lento de la ensoñación vuelve y cierra la pieza con un do armónico tranquilo y sereno. Tiene una duración de aproximadamente tres minutos y medio.
El manuscrito original de esta obra se ha perdido. Las ediciones actuales derivan de una transcripción parcial encontrado entre las piezas del editor de Honegger. La pieza ha sido trabajada por los historiadores para ser tan exacta y fiel como sea posible.

## Historia
La historia comienza así: Un día "cabritillo" se queda dormido tranquilamente en el lecho de su madre. Sueña que puede correr lejos de su hogar y ser libre, pero de pronto despierta y ve dónde se encuentra. Decide hacer sus sueños realidad y va corriendo por el monte (este es el tema principal de la obra). Pero pronto se verá perdida entre montañas y se acordará de su madre. Así que comienza a correr hasta que la encuentra y feliz, vuelve a dormir. Decide que nunca más volverá a escaparse de casa. Este es el tema de la obra. Hay muchas versiones sobre ella, ya que cuando se incendió la casa de Arthur Honegger se perdió el contenido. Ahora de profesor a alumno han ido transmitiendo distintas versiones.